# Nova Sea
Nova Sea AS er en norsk producent af laks i Nordland og med hovedkvarter i Lovund på Lurøy. De producerer årligt 47.000 tons laks i egne havbrug, som de forarbejder på egne fabrikker og eksporterer. I 2023 omsatte de for 5,139 mia. norske kroner. De havde ca. 300 ansatte i 2023. Nova Sea blev etableret af Steinar Olaisen i 1972. I 2025 øgede Mowi deres ejerandel af Nova Sea fra 49 % til 95 %, som de købte af Vigner Olaisen.